# Distinguished Service Cross
A Distinguished Service Cross (DSC) az amerikai hadsereg második legmagasabb rangú kitüntetése, amelyet egy ellenséges harci cselekmény során tanúsított kiemelkedő hősiességért és a kitüntetett életének kockáztatásáért ítélnek oda. A Distinguised Service Cross olyan kiemelkedő hőstettet jutalmaz, amelyet más kitüntetéssel már nem lehet jutalmazni, de amely nem felel meg a Medal of Honor feltételeinek. A Distinguished Service Cross haditengerészeti megfelelője a Navy Cross, légierős megfelelője pedig az Air Force Cross.
A Distinguished Service Crosst az első világháború során adták át először. A világháború előtti hőstettek közül számosat visszamenőleges hatállyal szintén DSC-vel tüntettek ki. Számos Certificate of Merit-tel kitüntetett katonának adtak DSC-t, mivel a Medal of Honoron kívül akkor csak ez az egy kitüntetés létezett. Más kitüntetetteket a Fülöp-szigeteki hadjáratban, a mexikói határháborúban illetve a Boxer-lázadásban betöltött szerepükért jutalmaztak.
Ezt a kitüntetést nem célszerű összetéveszteni a Distinguished Service Medallal, amelyet magas rangú katonai és politikai vezetők kapnak az amerikai kormány kiemelkedő szolgálatáért.

## Megjelenése
A bronz kereszt 2 hüvelyk magas és 1 13/16" hüvelyk széles. A kereszt közepén egy sas látható, a sas alatt egy tekercsen a „FOR VALOR” (bátorságért) felirat. A kereszt hátlapján babérkoszorú fonja körül a kitüntetett nevét.

## Feltételei

A Distinguished Service Cross szalagsávját a Medal of Honor után, minden más kitüntetés előtt viselik.

A Distinguished Service Crosst olyan katonának adják, aki a hadsereg kötelékében szolgálva kiemelkedő hősiességről tett tanúbizonyságot, amelyért azonban nem járna a Medal of Honor. Ahhoz, hogy valakit DSC-re terjesszenek fel, a hőstettet nagy vészhelyzetben vagy jelentős személyes kockázat árán kell végrehajtani, méghozzá olyan módon, hogy a hős a tettével messze kiemelkedjen a többi azonos beosztású, tapasztalatú vagy felelősségű bajtársa közül. A hőstettnek az alábbi három feltétel egyikének kell megfelelnie:
1. Az Egyesült Államok ellen harcoló ellenséges erőkkel szemben történt
2. Ellenséges erők elleni katonai cselekményben történt
3. Baráti csapatokkal szolgált egy olyan összecsapásban, amelyben az USA hadviselő félként nem vett részt.

## Története
A Distinguished Service Crosst Thomas Woodrow Wilson elnök alapította 1918. január 2-án. Pershing tábornok, a franciaországi expedíciós erők főparancsnoka azt javasolta, hogy a Medal of Honor-ra nem jogosult hőstettek elismerésére hozzanak létre egy új kitüntetést. Ezt a kérést az amerikai hadügyminiszter 1917. december 28-án továbbította az amerikai elnöknek. A kitüntetés megjelenését a hadsereg 1918. január 12-én hirdette ki, a törvényi hátteret pedig az Amerikai Egyesült Államok Kongresszusának 1918. július 9-én meghozott törvénye (10 USC 3742) biztosította.
A Distinguised Service Cross első változatát a philadelphiai pénzverdében készítették Aymar E. Embury II tartalékos százados tervei alapján. Az első példányok elkészülése után apróbb változtatásokat eszközöltek a kitüntetés megjelenésében, hogy az még szebb és kívánatosabb legyen. Mivel Pershin tábornok kérésére a kitüntetéseket minél hamarabb át szerették volna adni, az első száz példányt a régi minta szerintik gyártották le. Ezt az első százat úgy adták át, hogy az új változat elkészültekor azokat újra cserélik majd le.
A 10 USC 3991 törvény alapján a több mint húsz év szolgálat után visszavonuló katonák 10%-kal több nyugdíjat kapnak, ha kitüntették őket a DSC-vel.

## Híres kitüntetettek

### Első világháború
Az első világháború során 6309 Distinguished Service Cross-szal tüntettek ki összesen 6185 személyt. Több tucatnyi katona, valamint nyolc tengerészgyalogos és két francia tiszt két kitüntetésben is részesült.
Egy páran – főleg repülők – háromszor vagy még ennél is többször kapták meg (a második világháborúig a légierő a hadsereg része volt). A háború legnagyobb amerikai ászpilótáját, Eddie Rickenbackert, nyolc alkalommal tüntették ki – ebből az egyiket Medal of Honorrá változtatták. Rickenbacker pályafutása alatt összesen tíz DSC-t kapott. Douglas Campbell és Frank O'Driscoll is öt-öt kitüntetésben részesült. Reed McKinley Chambers négy Distinguished Service Crosst kapott; Murray K. Guthrie, Ralph A. O'Neill és Glen A. Preston pedig mindannyian hármat. Frank Luke két DSC-t és egy Medal of Honort kapott.
John H. Parker ezredes, a 26. hadosztály 102. gyalogsági ezredének parancsnoka volt az egyetlen szárazföldi katona, akit négy Distinguished Service Cross-szal tüntettek ki. Oscar B. Nelson főhadnagyot a 42. hadosztályból három alkalommal tüntettek ki - az utolsót már halála után kapta.

### A két világháború között
Az orosz polgárháború során észak-Oroszországban és Szibériában az amerikai expedíciós erőkben harcolókat 62 esetben tüntették ki. Ezen túl 132 esetben adtak visszamenőleg Distinguished Service Crosst azoknak, akik a korábbi háborúkban harcoltak (indián háborúk, amerikai-mexikói háború, Boxer-lázadás, Fülöp-szigeteki forradalom). 1899 és 1917 között tizenöt katonát tüntettek ki Certificate of Merittel hadicselekményen kívül tanúsított hősiességért - ők később megkapták a DSC-t.

### Második világháború
A második világháborúban több mint 5000 alkalommal tüntettek ki katonákat a Distinguished Serice Cross-szal. Llewellyn Chilson törzsőrmestert a 45. gyalogsági hadtest 179. gyalogsági ezredéből három alkalommal tüntették ki, ahogyan John C. Meyer alezredest és James A. Van Fleet vezérőrnagyot is.
Valamivel több mint 50 katonát (és egy tengerészt) tüntettek ki két Distinguished Service Cross-szal. John D. Bulkeley tengerész a második világháború egyik legtöbbet kitüntetett katonája volt - a két DSC mellett megkapta a Medal of Honort és a Navy Crosst is. A két DSC-vel kitüntetett katonák közé tartozik Creighton W. Abrams (a hadsereg későbbi vezérkari főnöke), William O. Darby (a Rangers egyik alapítója) és Robert T. Frederick (az amerikai-kanadai 1. különleges szolgálat parancsnoka). A 82. légi szállítású hadosztályból öten kaptak két DSC-t: James M. Gavin, Arthur F. Gorham, Matthew B. Ridgway, Reuben Henry Tucker III és Benjamin H. Vandervoort. Számos vadászpilóta ász is kapott két DSC-t, többek között Donald Blakeslee, Paul Douglas, Dominic "Don" Gentile, Gerald R. Johnson, Charles "Mac" MacDonald, Jay T. "Cock" Robbins, David C. Schilling és Ray S. Wetmore.
A második világháborúban tizenkét katona, három pilóta és két tengerész kapta meg a Medal of Honort és a Distinguished Service Crosst. A hadseregből Bernard P. Bell, Maurice L. "Footsie" Britt, Herbert H. Burr, Leonard A. Funk, Gerry H. Kisters, James M. Logan, George L. Mabry, Jr., Douglas MacArthur, Audie L. Murphy, Junior J. Spurrier, Jack L. Treadwell és Jonathan M. Wainwright; a hadsereg légierejéből Richard I. Bong, Horace S. Carswell, Jr. és Thomas B. McGuire, Jr.; a haditengerészetből pedig John D. Bulkeley valamint Samuel D. Dealey (ez utóbbi négy Navy Crosst is kapott). Raymond Harvey a második világháborúban kapott DSC-t, később a koreai háborúban pedig megkapta a Medal of Honort.

### Koreai háború
A koreai háborúban valamivel több mint 800 esetben adtak át Distinguished Service Crosst, ebből 300-at posztumusz jelleggel.
Lloyd L. "Scooter" Burke hadnagy, Benjamin F. Wilson főtörzsőrmester és George A. Davis Jr. vadászpilóta ász a Distinguished Service Cross mellett megkapta a Medal of Honort is.
Arthur Champeny ezredest először 1918 szeptemberében tüntették ki a franciaországi St. Mihielnél tanúsított bátorságáért. 1944 májusában az olaszországi Santa Maria Infanténél másodszor is megkapta a Distinguised Service Crosst, 1950 szeptemberében Koreában pedig a harmadikat. William T. Whishner vadászpilóta a második világháborús két DSC-je mellé Koreában kapott egy harmadikat is.
A koreai háborúban tizennégy esetben külföldiek is kaptak Distinguished Service Crosst: belga, brit, francia, görög. Fülöp-szigeteki, dél-koreai és török katonák.

### Vietnámi háború
A vietnámi háborúban valamivel több mint 1000 esetben adtak át Distinguished Service Crosst, ebből közel 400-at posztumusz jelleggel
Patrick Brady, a 44. orvosi dandár helikopter pilótája és Robert L. Howard kommandós tiszthelyettes egyaránt megkapta a Medal of Honort és a Distinguished Service Crosst. Keith L. Ware vezérőrnagy a második világháborúban kapta meg a Medal of Honort, és miután 1968 szeptemberében elesett, posztumusz a Distinguished Service Crosst is.

### 1975 óta
A vietnámi háború és 2007 vége között kilenc Distinguished Service Crosst adtak át - mind a kilencet az iraki háborúval kapcsolatban.

## Visszavonásai
Több esetben is vontak már vissza Distinguished Service Crosst. A legtöbb esetben a kitüntetést feljavították Medal of Honora; máskor ugyanazért a hőstettért két különböző parancsnokság terjesztette fel ugyanazt a katonát. Visszavonásokra a kitüntetés egész története alatt van példa.
Az első világháborúban Alvin York eredetileg DSC-t kapott, amelyet később Medal of Honorrá változtattak. Eddie Rickenbacker vadászpilóta ász az első világháborúban nyolc DSC-t kapott, ám ebből az egyiket 1930-ban Medal of Honorrá változtatták. 1980-ban Roy Benavidez kommandós vietnámi DSC-jét emelték meg Medal of Honorrá.
Számos DSC visszavonás és Medal of Honorrá való feljavítás a hadsereg vagy a kongresszus felülvizsgálatának eredménye. Az 1990-es évek elején a hadsereg felülvizsgálta a fekete katonák faji megkülönböztetését a második világháború alatt, akik közül egy sem kapott Medal of Honort, hanem csak alacsonyabb rangú kitüntetéseket. 1996-ban ugyanígy felülvizsgálták az ázsiai (főleg japán) illetve indián származású katonák esetleges hátrányos megkülönböztetését, 2002-ben pedig a zsidó és a spanyolajkú katonákét.
1997 januárjában a felülvizsgálat eredményeként a hadsereg visszavont hat feketének adott Distinguished Serice Crosst, és Medal of Honorral pótolta azokat. A kitüntetéseket Vernon Baker, Edward A. Carter Jr., John R. Fox, Willy F. James Jr., Charles L. Thomas és George Watson kapták. 2001-ben a hadsereg visszavont 21 DSC-t és egy Silver Start, amelyet főleg japán származású katonák kaptak, és helyettük odaítélte a Medal of Honort.